# Cagliostros Totenhand
Cagliostros Totenhand ist ein phantastisches, deutsches Stummfilmdrama aus dem Jahre 1919 von Nils Chrisander.

## Handlung
Als Joseph Balsamo, der einst unter dem Namen Cagliostro ein bewegtes Leben geführt hatte, starb, vermachte er seine rechte Hand dem Kloster Santo Leone. Lorenza Hofer, deren bäuerlicher Vater ein Urenkel des legendären Abenteurers ist, hat es im Leben nicht leicht. Sie wohnt in Rom mit dem Maler Henry Bernier und verbringt dort ein von vielen Entbehrungen bestimmtes Leben. In ihren Träumen erhofft sie sich von dem Besitz der Totenhand ihres berühmten Vorfahren mehr Glück für die Zukunft. Kurzerhand dringt sie ins Kloster ein und entwendet Cagliostros Körperteil.
Wieder daheim, geht es fortan in ihrem Leben und dem ihres bislang erfolglosen Mannes steil bergauf. In seinem Überschwang verrät Henry dem Grafen Grammont, wie es zu diesem Glücksumschwung gekommen sei. Daraufhin stiehlt nun wiederum der Adelige die Reliquie, und mit Lorenzas und Henrys Glückssträhne ist es schlagartig vorbei. Den beiden Dieben geschieht schließlich schreckliches Ungemach: Lorenza nimmt sich mit Gift das Leben, und der Graf stirbt an einem Herzschlag. Entsetzt darüber, wie sich alles wendete, wirft Henry die Totenhand ins Feuer. Daraufhin erscheint Cagliostros Geist und holt sich sein Eigentum zurück.

## Produktionsnotizen
Cagliostros Totenhand entstand im Bioscop-Atelier in Neubabelsberg und wurde 1919, in der zensurlosen Zeit, uraufgeführt. Die Filmzensur des Vierakters erfolgte erst im August 1920. Die Länge des Films betrug 1050 Meter. In Österreich-Ungarn lief Cagliostros Totenhand am 19. September 1919 an.
Die Bauten schuf Gustav A. Knauer.

## Kritiken
„In sensationellen Wendungen und hochinteressantem Geschehen läuft die Handlung dahin, die von einer glanzvollen Aufmachung umrahmt sicher den weitesten Beifall finden wird.“

Paimann’s Filmlisten resümierte: „Stoff phantastisch, aber ebenso wie die Photos und Szenerie sehr gut. Spiel ausgezeichnet.“